# Журналист (журнал)
«Журнали́ст» — российский ежемесячный профессиональный журнал, первый номер которого вышел 1 января 1914 года в Москве под редакторством профессора Владимира Максимовича Фриче. Существует по настоящее время (с перерывами). Освещает вопросы, связанные со средствами массовой информации.
Нынешний «Журналист» называет себя прежде всего «журналом влияния», приоритетными темами которого являются «острейшие проблемы нынешнего медиасообщества — формирование информационного пространства страны, законотворчество, взаимоотношения прессы и власти, защита прав конкретного журналиста, демократические преобразования в прессе на базе свободы слова».

## История
Первый номер журнала «Журналистъ» вышел 1 января 1914 года в Москве. Тогда редакция располагалась на Арбате, в доме 25, кв. 8. Первым главным редактором журнала стал создавший его Владимир Фриче, российский литературовед и искусствовед.
После революции название журнала неоднократно менялось. Так, в августе 1920 года издание было возобновлено под названием «Красный журналист». В 1922—1933 годах журнал снова выходил под первоначальным названием, а затем, после перерыва, — под названием «Советская печать». В 1967 году, когда главным редактором журнала стал Егор Яковлев, изданию было окончательно возвращено историческое название, которое оно сохраняет до сих пор.
С наступлением «перестроечных» времён журнал перестал быть изданием, отображающим точку зрения исключительно ЦК КПСС. Но возникли и новые проблемы — снизилось количество подписчиков, в первую очередь за счёт тех, кто раньше был обязан подписываться на издание. В конечном счёте журнал был приобретён издательским домом «Экономическая газета».
В настоящее время «Журналист» — независимое издание журналистского сообщества России, на его страницах можно прочитать и статьи иностранных журналистов и аналитиков.
При журнале действует созданный несколько лет назад «Клуб молодых журналистов» — площадка, на которой могут публиковаться начинающие журналисты, а также «Клуб Журналиста».
Имеется «Клуб Журналиста» — сообщество, где журналисты могут вести собственные колонки или блоги, общаться и вступать в дискуссии с экспертами, делиться опытом и идеями, первыми получать доступ к успешным кейсам и эксклюзивным материалам, пользоваться системой привилегий от Медиагруппы «Журналист» и партнеров.

## Руководство журнала
- Генеральный директор и главный редактор — Любовь Владимировна Петрова (с 1 октября 2015 года по настоящее время)[1].

## Журналисты, работавшие в издании
- Анри Вартанов (1931—2019, постоянный телеобозреватель с 1993 по 2016)
- Анатолий Рубинов (1924—2009; постоянный автор)
- Владимир Мезенцев
- Виталий Челышев
- Андрей Мирошниченко
- Владимир Снегирев

## Главные редакторы
- Владимир Фриче (1914—?)
- Виктор Подкурков (?—1967)
- Егор Яковлев (1967—1968)
- Василий Голубев (1968—1969)
- Владимир Жидков (1969—1989)
- Дмитрий Авраамов (1989—1999)
- Геннадий Мальцев (июнь 1999—2015)
- Любовь Петрова (с 1 октября 2015 года по н. в.)[1][3]